# 호세 페케르만
호세 네스토르 페케르만(스페인어: José Néstor Pekerman, 1949년 9월 3일 ~ )은 아르헨티나의 전직 축구 선수 겸 현직 축구 지도자이다.
그의 조부모는 아슈케나짐 출신으로, 우크라이나에서 이주한 뒤부터 엔트레리오스주에 정착했다. 선수 시절 포지션은 미드필더였으며 아르헨티노스 주니어스와 인데펜디엔테 메데인 소속으로 뛰었다.
1994년부터 2001년까지 아르헨티나 U-20 대표팀 감독을 역임하는 동안 아르헨티나의 CONMEBOL U-20 축구 선수권 대회 2회 우승(1997년, 1999년)과 FIFA U-20 월드컵 3회 우승(1995년, 1997년, 2001년)에 공헌했다. 2006년 FIFA 월드컵에서는 아르헨티나를 8강전까지 진출시켰고 2014년 FIFA 월드컵에서는 콜롬비아를 8강전까지 진출시켰다.
2018년 FIFA 월드컵을 끝으로 감독직을 내려놓았고, 후임으로는 카를루스 케이로스가 선임되었다.

## 감독 경력
- 차카리타 주니어스 (아르헨티나) - 유소년팀 감독 (1982년)
- 아르헨티노스 주니어스 (아르헨티나) - 유소년팀 감독 (1982년 - 1992년)
- 콜로-콜로 (칠레) - 유소년팀 감독 (1992년 - 1994년)
- 아르헨티나 유소년팀 (1994년 - 2001년)
- CD 레가네스 (스페인) - Director of Football (2003년)
- 아르헨티나 축구 국가대표팀 (2004년 - 2006년)
- 데포르티보 톨루카 (2007년 - 2008년)
- 티그레스 데 라 UANL (2009년)
- 콜롬비아 축구 국가대표팀 (2012년 - 2018년)
- 베네수엘라 축구 국가대표팀 (2021년-)

## 기타
- 아르헨티나 축구 국가대표팀의 사령탑이었던 2006년 FIFA 월드컵 당시 휘하 선수로 리오넬 스칼로니와 리오넬 메시를 두고 있었고 이 두 선수는 나중에 2022년 FIFA 월드컵에서 스칼로니가 감독으로 신분 전환된 뒤 다시 만났으며 이 대회에서 36년만의 아르헨티나의 월드컵 통산 3번째 우승을 합작했다.